# Квона (Тексас)
Квона (енгл. Quanah) град је у америчкој савезној држави Тексас. По попису становништва из 2010. у њему је живело 2.641 становника.

## Демографија
Према попису становништва из 2010. у граду је живело 2.641 становника, што је 381 (12,6%) становника мање него 2000. године.
| Група             | 2000.         | 2010.         |
| Белци             | 2.322 (76,8%) | 1.862 (70,5%) |
| Афроамериканци    | 150 (5,0%)    | 185 (7,0%)    |
| Азијати           | 13 (0,4%)     | 9 (0,3%)      |
| Хиспаноамериканци | 498 (16,5%)   | 539 (20,4%)   |
| Укупно            | 3.022         | 2.641         |